# Gmina Brzeźnica (Powiat Wadowicki)
Die Gmina Brzeźnica ist eine Landgemeinde im Powiat Wadowicki der Woiwodschaft Kleinpolen in Polen. Ihr Sitz ist das gleichnamige Dorf mit etwa 1280 Einwohnern.

## Geographie

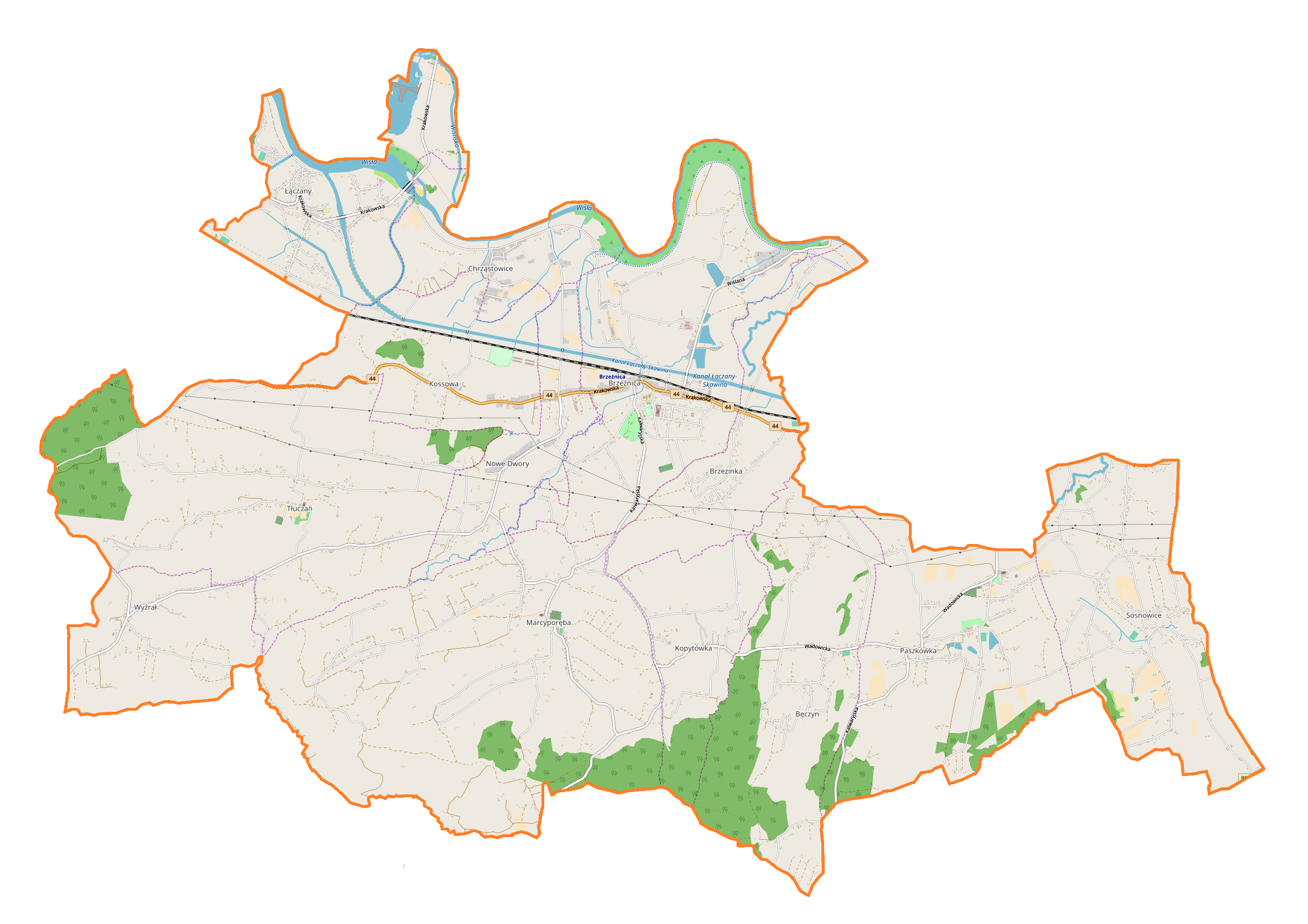
Karte der Landgemeinde

Zu den Gewässern gehören die Weichsel und die Brzeźnica bzw. Brodawka. Nachbargemeinden sind Czernichów, Kalwaria Zebrzydowska, Skawina, Spytkowice, Tomice und Wadowice.

## Geschichte
Von 1975 bis 1998 gehörte die Gemeinde zur Woiwodschaft Bielsko-Biała.

## Gliederung
Zur Landgemeinde (gmina wiejska) Brzeźnica gehören folgende 14 Dörfer mit Schulzenämtern:
Bachorowice
Brzeźnica
Bęczyn
Brzezinka
Chrząstowice
Kopytówka
Kossowa
Łączany
Marcyporęba
Nowe Dwory
Paszkówka
Sosnowice
Tłuczań
Wyźrał

## Sehenswürdigkeiten
In die Denkmalliste der Woiwodschaft sind in der Gemeinde eingetragen:
- Holzkirche in Marcyporęba
- Holzkirche in Sosnowice
- Holzkirche in Tłuczań (1664)
- Kirche in Paszkówka
- Schloss in Paszkówka
- Herrenhaus der Familie Czartoryski in Brzeźnica (18. Jahrhundert) und Park (19. Jahrhundert)
- Herrenhaus in Kopytówka

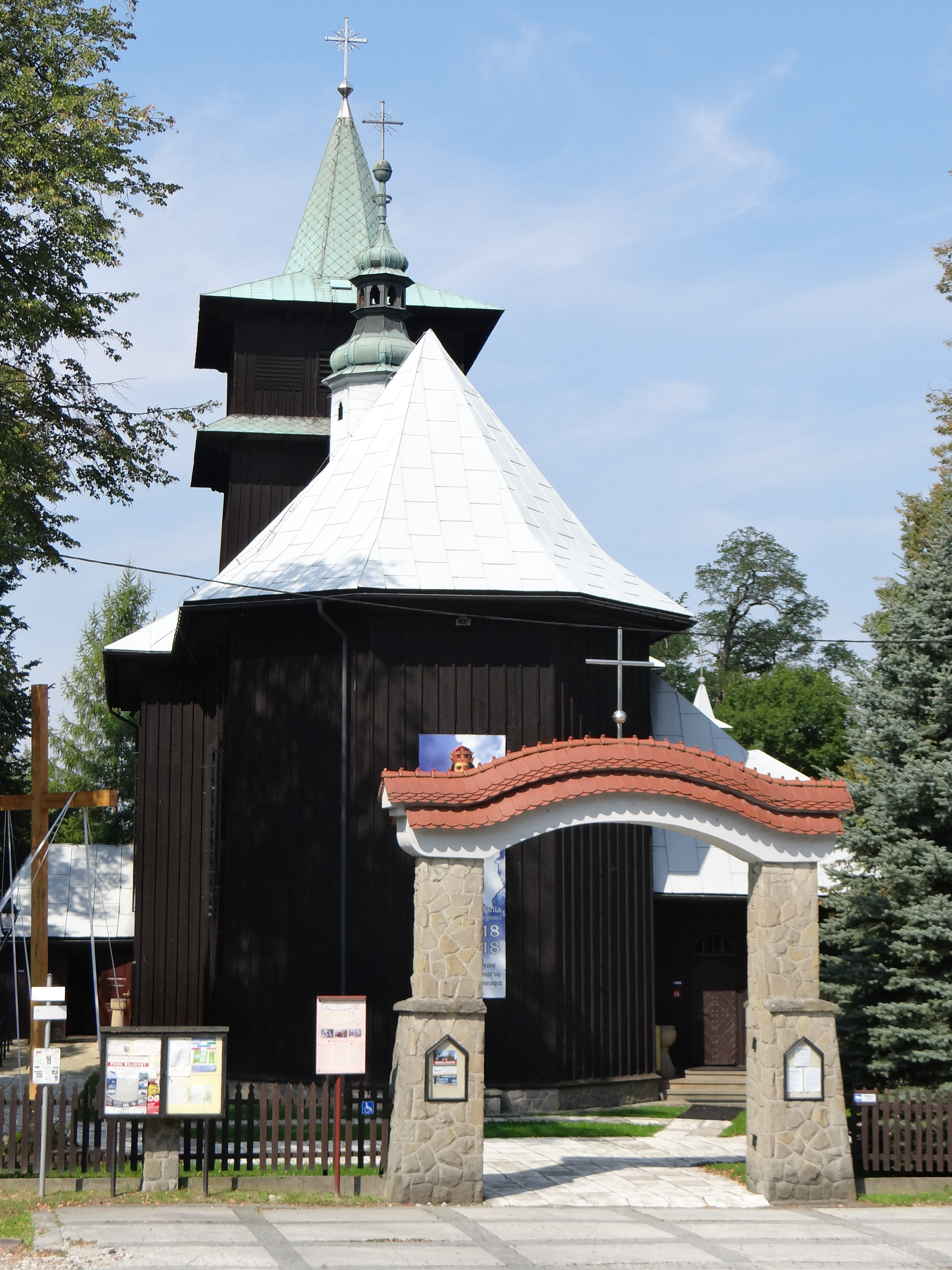
Holzkirche in Marcyporęba
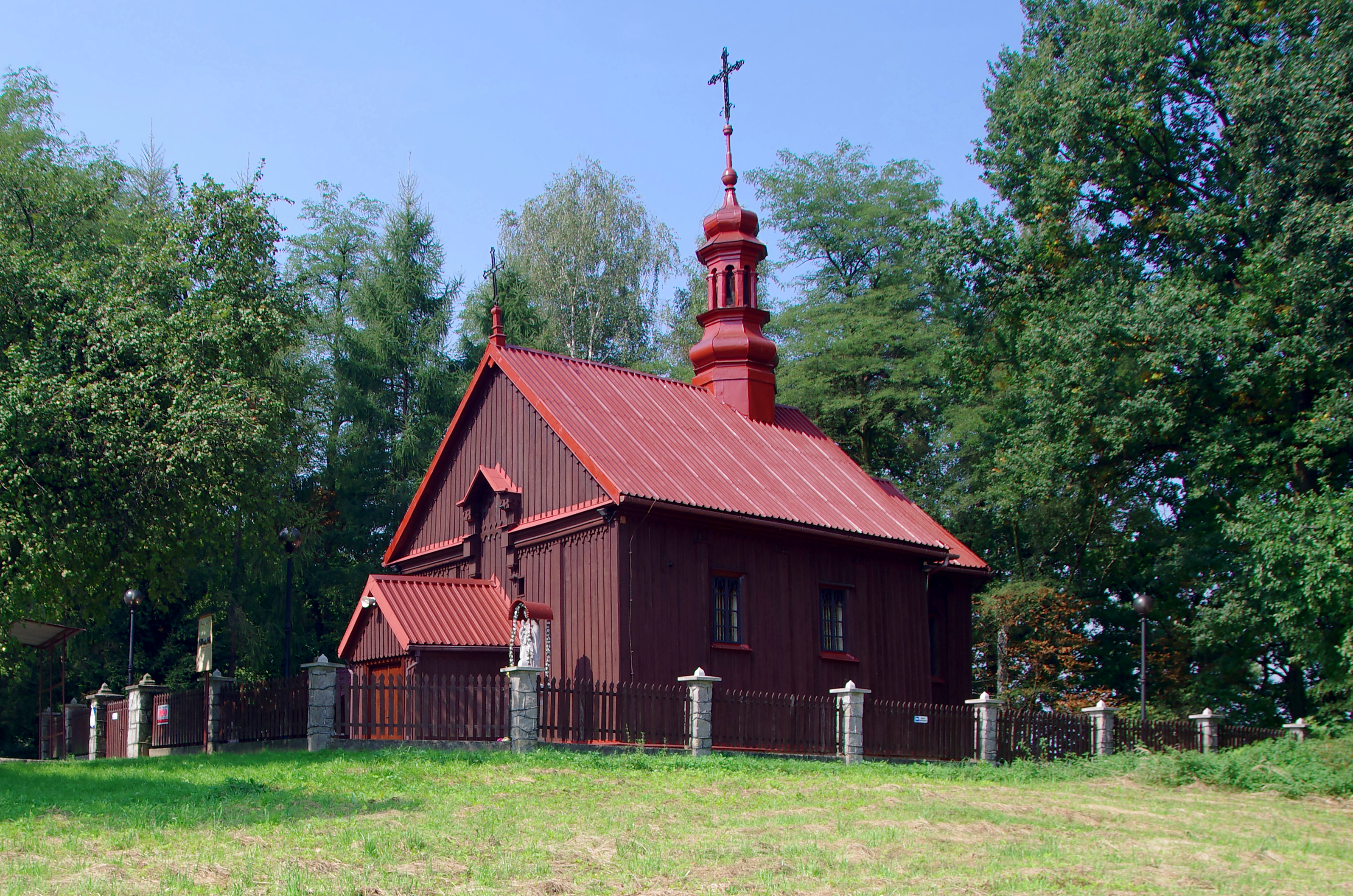
Holzkirche in Sosnowice
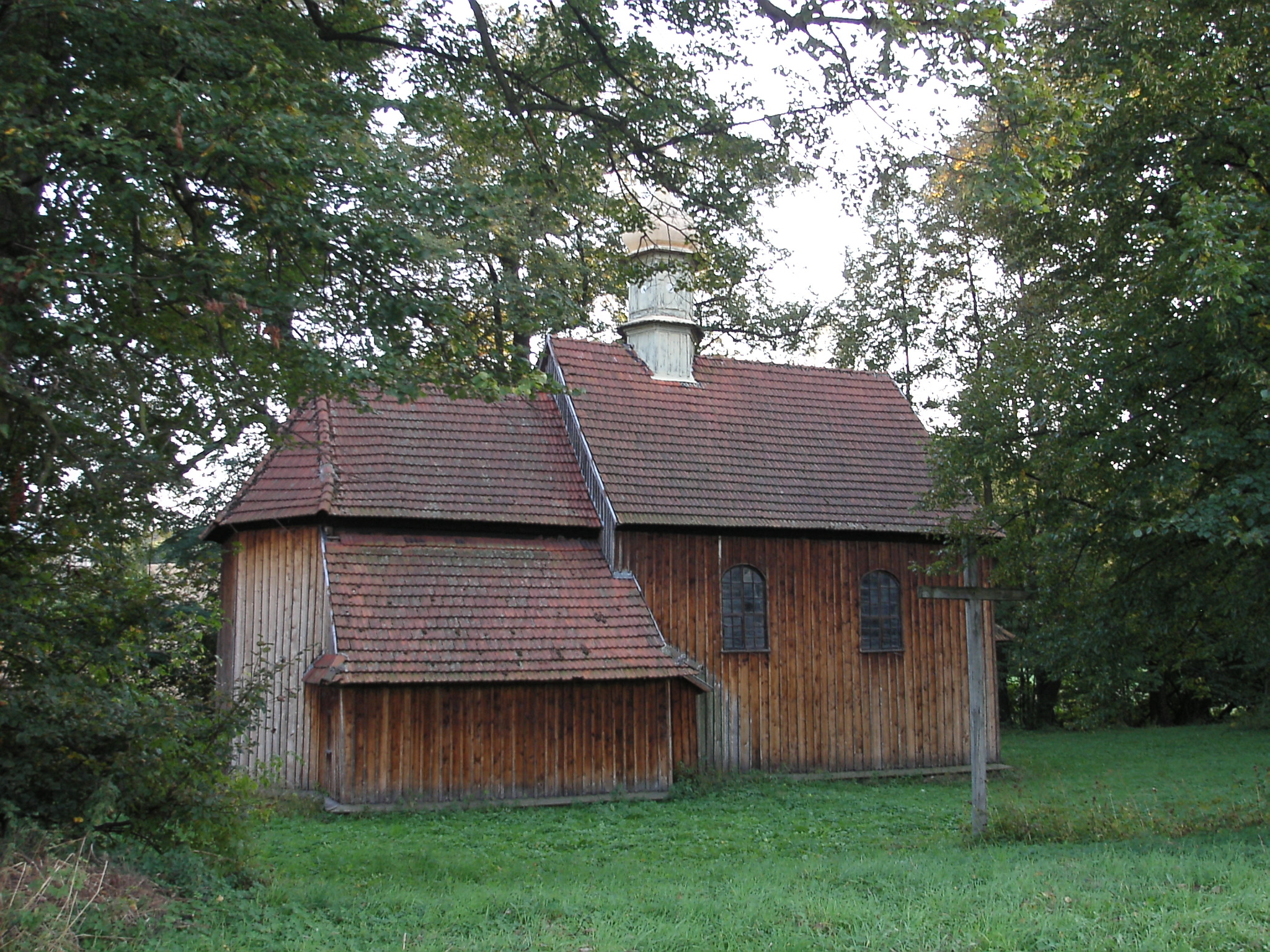
Holzkirche in Tłuczań
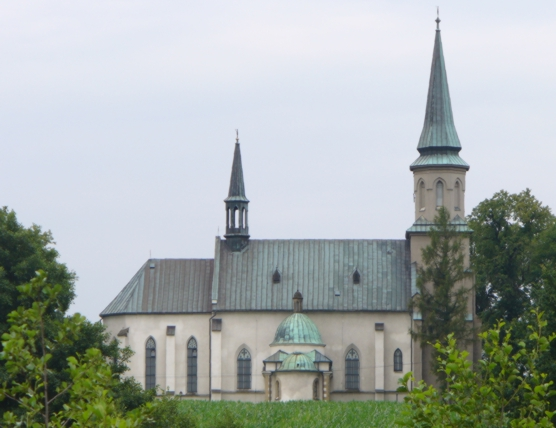
Kirche in Paszkówka
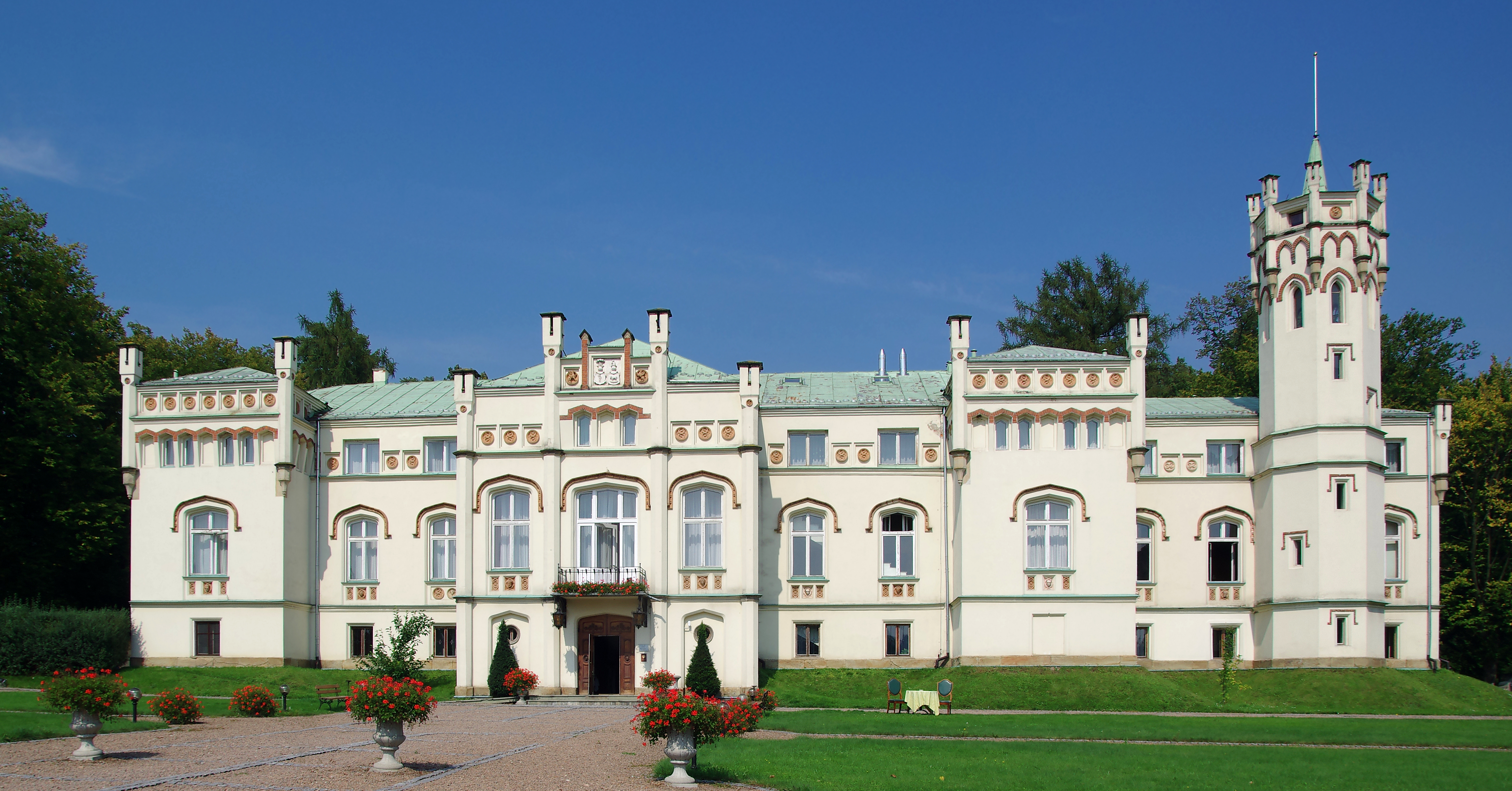
Schloss in Paszkówka
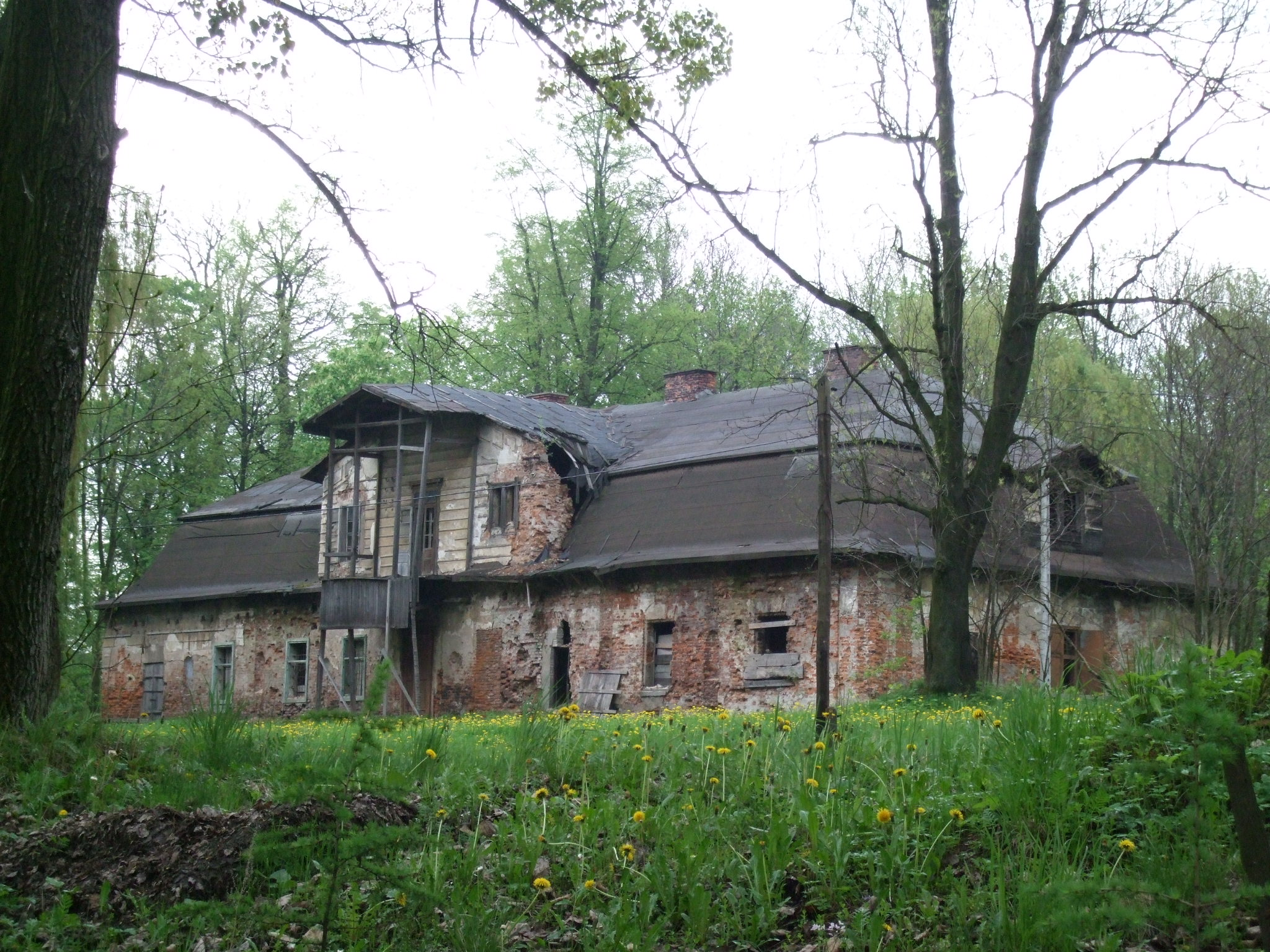
Czartoryski-Herrenhaus in Brzeźnica
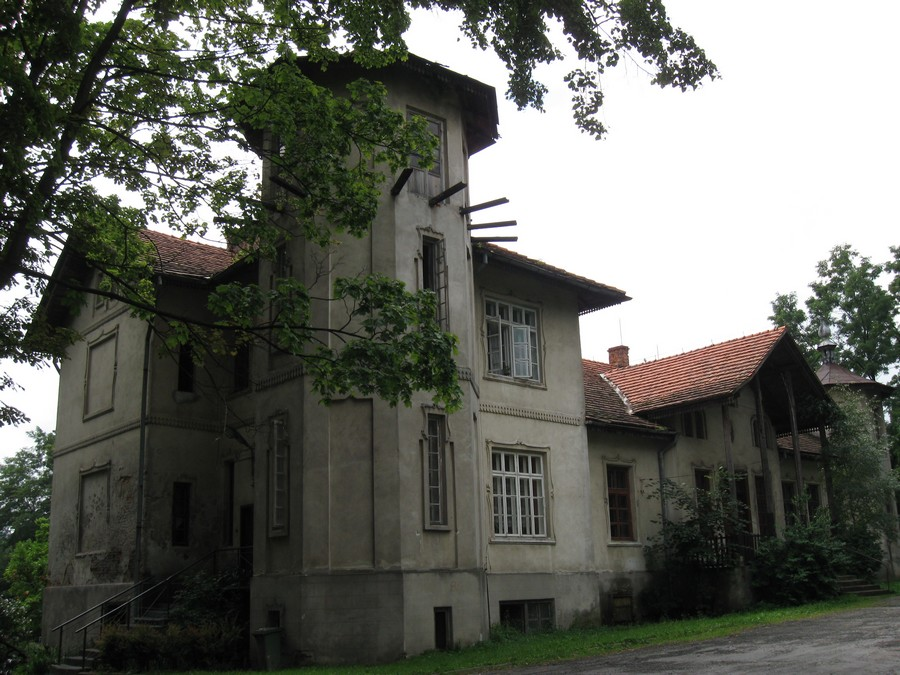
Herrenhaus in Kopytówka

## Verkehr
Durch die Gemeinde und ihren Hauptort verläuft die Staatsstraße DK 44, die Gliwice (Gleiwitz) über Oświęcim (Auschwitz) mit Krakau verbindet.